# Síndrome de Patau
A síndrome de Patau é uma anomalia cromossômica causada pela trissomia do cromossoma 13 suplementário. Foi descoberta em 1960 por Klaus Patau observando um caso de malformações múltiplas em um neonato, sendo trissômico para o cromossomo 13. A síndrome possui incidência em nativivos de 1 em 12.000-20.000, com sua prevalência em meninas.
Tem como principal causa a não disjunção dos cromossomos durante a segunda divisão meiótica da ovogênese matéria que acaba se associando ao fator idade desta mãe, gerando gametas com 24 cromátides. Neste caso, o gameta possui um par de cromossomos 13, que juntando com o cromossomo 13 do gameta do parceiro forma um ovo com trissomia.
Existe a probabilidade de se ter mosaicismo e conseguir desenvolver a síndrome, caso este de fato exista e preciso que os pais também façam exames citogenéticos para se ter uma clareza se o resto da sua prole futura pode apresentar tal síndrome.
Cerca de 25% dos casos resultam de uma translocação, na sua maioria robertsoniana, resultantes de dois cromossomos acrocêntricos, não balanceada. A síndrome de patau apresenta características fenotípicas bem marcadas para conseguir seu reconhecimento além das análises cromossômica.
O fenótipo inclui malformações graves do sistema nervoso central como arrinencefalia. Um retardamento mental acentuado. Em geral há defeitos cardíacos congênitos e defeitos urogenitais incluindo criptorquidia nos meninos, útero bicornado e ovários hipoplásticos nas meninas gerando inviabilidade, e rins policísticos. Com frequência encontram-se fendas labial e palato fendido, os punhos cerrados e as plantas arqueadas. A fronte é oblíqua, há hipertelorismo ocular e microftalmia bilateral, podendo chegar a anoftalmia, coloboma da íris, olhos são pequenos extremamente afastados ou ausentes. As orelhas são malformadas e baixamente implantadas. As mãos e pés podem mostrar sexto dedo (polidactilia) e/ou o quinto dedo sobrepondo-se ao terceiro e quarto, como na Síndrome de Edwards (trissomia do 18).
A expectativa de vida é muito curta (cerca de seis meses), porém existem casos na literatura médica de sobrevida maior que dez anos.

## Características[4]
- Umas das características fenotípicas de PatauRaiz nasal proeminente
- pescoço curto
- Episódios de apneia
- Anomalias cardiovasculares
- Anormalidades oftalmológicas
- Falta de ganho de peso
- Anormalidades de orelhas
- Microcefalia
- Micrognatia
- Hérnia umbilical/inguinal
- Polidactilia (+ pós-axial)
- Defeitos do escalpo
- Sobreposição dos dedos
- Hemangiomas capilares
- Holoprosencefalia
- Fenda labial/palatina
- Unhas hiperconvexas
- Prega palmas única
- Anormalidades renais
- Crises convulsivas
- Hopotonia
- Calcâneos proeminentes

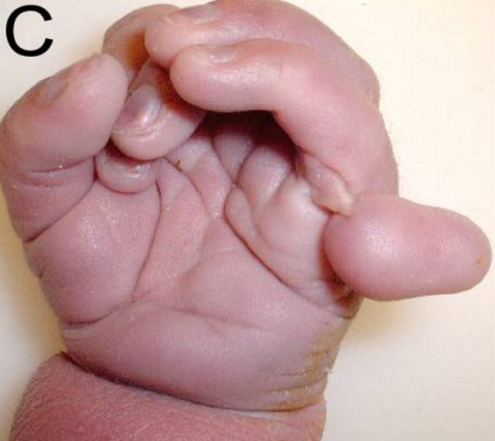
Umas das características fenotípicas de Patau

- Desordem motora e deficiência intelectual
- Anormalidades genitais

## Citogenética de patau
Anomalias cromossômicas são uma das maiores causas de aborto espontâneo e natimorto. Assim como a trissomia que está situada patau no cromossomo 13, sendo uma das trissomias mais severas. Pesquisas afirmam que em 95% dos casos de síndrome de patau o feto sofre aborto espontâneo, até o momento ainda não se sabe o porquê de alguns conseguirem sobreviver e outros morrerem. Enquanto estes que sobrevivem, em sua maioria, morrem no primeiro mês ou no primeiro ano, alguns nem chegam a completar o primeiro ano de nascimento.
O pré-natal pode ajudar a revelar a possibilidade de condições cromossômicas, mas não pode provar um diagnóstico realmente correto. Apenas testes genéticos como amostragem de vilosidades coriônicas podem realmente dar um diagnóstico possível.
Muito do que é visto da relação da síndrome de patau tem relação com a idade da gravidez da mulher em algumas das situações para que aconteça essa síndrome.
A citogenética conseguiu achar que a partir da cariotipagem dos pais de uma pessoa com a síndrome de patau, é possível enxergar se essa pode ter ou não chances de formar uma prole com tal síndrome.
Trissomia inteira do cromossomo 13: o tipo mais comum. Pessoas com este tipo tem 3 cópias inteiras do cromossomo 13.
Trissomia 13 parcial: as pessoas costumam ter duas cópias inteiras do cromossomo 13 e uma cópia pela metade em extra.

Mosaicumas células do corpo possuem a trissomia com os três cromossomos, enquanto outras possuem as 2 cópias normais